# Adam Wiśniewski (pallotyn)
Adam Wiśniewski (ur. 13 kwietnia 1913 w Dębinach, zm. 13 lipca 1987 w Jeevodaya w Indiach) – ksiądz pallotyn, dr nauk medycznych, misjonarz, opiekun trędowatych w Indiach.

## Życiorys
Adam Wiśniewski nauki gimnazjalne pobierał u pallotynów w Sucharach i Wadowicach w latach 1926–1931. Studia filozoficzno-teologiczne odbył w latach 1934–1940 w Kleczy Dolnej, Wadowicach i w Ołtarzewie. Święcenia kapłańskie przyjął 3 czerwca 1939 w Warszawie z rąk abp. Stanisława Galla.
W czasie II wojny światowej ks. Wiśniewski był duszpasterzem w Warszawie w pallotyńskich domach przy ul Skaryszewskiej i ul. Długiej. Działał w konspiracji, pełniąc obowiązki kapelana batalionu AK im. Stefana Czarneckiego, posługując się pseudonimem „Łukasz”.
Ks. Wiśniewski studiował też medycynę na tajnych kompletach. Po zakończeniu wojny kontynuował studia medyczne w Krakowie i Poznaniu. 27 czerwca 1947 ks. Wiśniewski uzyskał dyplom lekarza, a 13 lutego 1951 – stopień doktora nauk medycznych.
Posługiwał jako kapłan i jako lekarz, jednocześnie starając się o wyjazd na misje zagraniczne. Założył bezpłatną poradnię dla matki i dziecka w Poznaniu, otaczał również opieką medyczną współbraci pallotynów w Ołtarzewie i Otwocku. Organizował też dni skupienia dla służby zdrowia.
W 1950 ks. Adam Wiśniewski uzyskał zgodę Stolicy Apostolskiej na wykonywanie praktyki lekarskiej zarówno w kraju, jak i na misjach. Interesował się szczególnie metodami leczenia trądu. W 1959 wyjechał początkowo do Paryża, a następnie do Lyonu, aby studiować medycynę tropikalną. Po krótkim pobycie w Kamerunie ks. Wiśniewski wyjechał w 1962 do pracy w Indiach, gdzie w roku 1969 założył charytatywne centrum medyczne i edukacyjne dla trędowatych i dzieci z ich rodzin o nazwie Jeevodaya. Zmarł tamże 31 lipca 1987 i tam został pochowany.